# 黄甫镇
黄甫镇，是中华人民共和国陕西省榆林市府谷县下辖的一个乡镇级行政单位。
2015年，陕西省民政厅批复同意撤销麻镇，并入黄甫镇。
段寨村是陕西的最东点。

## 行政区划
黄甫镇下辖以下地区：
黄甫村、段寨村、太家沟村、魏寨村、黄糜咀村、红泥寨村、庄则村、西王寨村、山神堂村、韩家湾村、大桃山村、墙头村、尧渠村、前园则村、尧峁村、后会村、前会村、尧沟梁村、麻镇村、后庄村、刘家坪村、埝墕村、尧则湾村、杨家峁村、平仓墩村和贾家湾村。